# روباه شنی
روباه شنی (نام علمی: Vulpes rueppelli) نام یک گونه از سرده روباهان است.

## مشخصات
جثه کوچک‌تر از روباه معمولی، ولی گوش‌ها به نسبت بزرگ‌تر است. رنگ پشت گوش‌ها برخلاف روباه معمولی سیاه نیست و غالباً به رنگ پشت بدن یا زرد متمایل به نارنجی است. موها بسیار نرم و متراکم، رنگ پشت خاکستری متمایل به زرد، رنگ موهای دم زرد متمایل به قهوه‌ای و انتهای آن سفید است. دست و پا کوتاه‌تر از روباه معمولی است. در بین پنجه‌های دست و پا موهای بلندی وجود دارد.

### اندازه‌ها
طول سر و تنه ۴۰ تا ۵۲ سانتی‌متر، دم ۲۵ تا ۳۵ سانتی‌متر، ارتفاع ۲۵ تا ۳۰ سانتی‌متر، وزن ۲ تا ۵/۴ کیلوگرم.

## زیستگاه
مناطق بیابانی و استپی.

### پراکندگی
در مناطق حاشیه کویر مرکزی، سیستان و بلوچستان، فارس، خوزستان، بندرعباس و احتمالاً جزیره قشم زندگی می‌کند (روباه‌های جزیره قشم از نظر شکل ظاهری با سایر روباه‌ها متفاوتند. برخی شبیه روباه معمولی و برخی نیز شباهت‌هایی به روباه شنی دارند. تاکنون هیچ‌گونه مطالعه‌ای در مورد روباه‌های جزیره قشم صورت نگرفته است).

### پراکنش جهانی
شمال آفریقا، عربستان، ایران.

## عادات
شبگرد است، معمولاً در روز دیده نمی‌شود. به صورت انفرادی و گاهی در دسته‌های کوچک زندگی می‌کند.

## غذا
از مواد حیوانی نظیر سوسک، جوندگان کوچک، خزندگان، حشرات، لاشه حیوانات و مواد گیاهی نظیر برگ، دانه‌های آب‌دار و صیفی‌جات تغذیه می‌کند (در منطقه رباط پشت بادام یزد تعدادی روباه شنی در حال خوردن هندوانه مشاهده گردید). سایر خصوصیات و عادات این روباه شبیه روباه معمولی است. طول عمر در اسارت شش سال و نیم است.

## وضعیت فعلی
به علت زندگی در مناطق بیابانی و دور از دسترس، خطر چندانی نسل این حیوان را تهدید نمی‌کند. 